# يوم الوتدات
يوم الوتدات هي أحد أيام العرب والتي حدث قبل بعثة النبي محمد حيث كانت مواجهة حربية بين تميم وبنو عامر بن صعصعة.

## الموقع
حدث يوم الوتدات في شمال إقليم اليمامة - منطقة القصيم حاليًا- وفقًا لموسوعة المملكة العربية السعودية الصادرة من مكتبة الملك عبدالعزيز.

## في الشعر
حضر يوم الوتدات سمي بن زياد بن نهيك بن هلال و ظبيان بن زياد، وهو جد زرعة بن ضمرة الهلالي وشهد هذااليوم طفيل الغنوي فاستجار عصمة بن سنان بن خالد بن منقر فأجاره فنجا من القتل في يوم الوتدات. فقال طفيل فيه قصيدة: